# 블로흐 구면

블로흐 구면

양자역학에서, 블로흐 구면(영어: Bloch sphere)은 순수한 상태(영어: Pure State)의 2단계 양자계(큐비트)를 기하학적으로 나타낸 것이다. 물리학자 펠릭스 블로흐의 이름을 따서 명명되었다. 양자역학은 힐베르트 공간 또는 투영된 힐베르트 공간을 이용해서 수학적으로 공식화된다. 순수한 상태의 양자 구조의 공간은 그에 상응하는 힐베르트 공간의 1차원 하위 공간에 의해 주어진다. 쉽게 말해, 블로흐 구면을 사용하면 양자 컴퓨터의 기본을 이루는 큐비트의 상태를 쉽게 표현할 수 있다.

## 정의
어떤 순수 상태의 2단계 양자계든지 기초 벡터의 중첩 상태(영어: Superposition)로 표현할 수 있다.

## 순수 상태
n단계 양자계의 경우, 이는 n차원 힐베르트 공간 Hn으로 기술된다.

## 같이 보기
- 양자도약